# Maurice Carlier
Maurice Carlier (Sint-Joost-ten-Node, 1894 - Brussel, 1976) was een Belgisch architect, tekenaar, etser, schilder en beeldhouwer. Hij werkte mee aan de ontwikkeling van de abstracte beeldhouwkunst in België na de Tweede Wereldoorlog.

## Werk
Selectie van tentoonstellingen
- 1928, Luik, Salon triennal de Belgique, groepstentoonstelling
- 1935, Brussel, Paleis voor Schone Kunsten
- 1945, Brussel, Paleis voor Schone Kunsten
- 1948, Brussel, Paleis voor Schone Kunsten
- 1950, Brussel, Paleis voor Schone Kunsten
- 1952, Anderlecht, Biennale La sculpture de plein air en Belgique, groepstentoonstelling
- 1955, Antwerpen, 3e Biennale de sculpture en plein air, groepstentoonstelling

Musea die werken bezitten van Maurice Carlier:
- Brussel, BELvue Museum
- Brussel, Koninklijk Museum van het Leger en de Krijgsgeschiedenis
- Brussel, Koninklijke Bibliotheek van België
- Brussel, Archives de l'Art Contemporain
- Kemzeke, Verbeke Foundation, tekeningen, beeldhouwwerken, etsen, maquettes[1]
- Luik, Musée d'Art moderne et d'Art contemporain (MAMAC)

Bibliografie
- Maurice Carlier, F.R.A. 1918, 1970 (BELvue Museum, Brussel).
- Paul Caso, Maurice Carlier. Pionnier de la sculpture abstraite, Brussel, Lucien de Meyer, 1975.
- Emmanuelle Chantraine, Maurice Carlier 1894-1976, thesis Universiteit van Louvain-la-Neuve, 1978 [ongepubliceerd].

- Gemeinsame Normdatei: 174192959
- International Standard Name Identifier: 0000 0000 7015 9245
- RKD-Nederlands Instituut voor Kunstgeschiedenis: 15385
- Union List of Artist Names: 500192679
- Virtual International Authority File: 96689424
- WorldCat: E39PBJdmhFrt3WgBfGrmrwTPwC